# Medicago cancellata
Medicago cancellata är en ärtväxtart som beskrevs av Friedrich August Marschall von Bieberstein. Medicago cancellata ingår i släktet luserner, och familjen ärtväxter. Inga underarter finns listade i Catalogue of Life.